# Rafaël Tulen
Rafaël Tulen (1 de junio de 1997) es un deportista neerlandés que compite en esgrima, especialista en la modalidad de espada. Su hermano Tristan compite en el mismo deporte.
Ganó una medalla de plata en el Campeonato Europeo de Esgrima de 2025, en la prueba por equipos.

## Palmarés internacional
| Campeonato Europeo | Campeonato Europeo | Campeonato Europeo | Campeonato Europeo |
| Año                | Lugar              | Medalla            | Prueba             |
| ------------------ | ------------------ | ------------------ | ------------------ |
| 2025               | Génova (Italia)    | Medalla de plata   | Espada por equipos |